# Polonodon woznikiensis
Polonodon woznikiensis è un terapside estinto, appartenente ai cinodonti. Visse nel Triassico superiore (Carnico, circa 232- 228 milioni di anni fa) e i suoi resti fossili sono stati ritrovati in Polonia.

## Descrizione
Tutto ciò che si conosce di questo animale sono alcuni denti di varie forme, ed è quindi impossibile ricostruirne l'aspetto. I denti, che mostrano una divisione di radici incipiente, erano a due cuspidi, a tre cuspidi e a quattro cuspidi, ed erano molto simili a quelli dei Dromatheriidae e dei Brasilodontidae; come questi animali, anche Polonodon doveva essere un piccolo animale simile a un mammifero, delle dimensioni di un ratto. 
Polonodon si differenziava dai dromateriidi e dai brasilodontidi per l'assenza di un cingulum definito. Polonodon era caratterizzato da una cuspide principale dotata di un margine anteriore molto lungo, mentre la cuspide mesiale era posta molto al di sotto della cuspide distale. Denti postcanini simili si riscontrano in Alemoatherium, proveniente dal Gondwana.

## Classificazione
Polonodon woznikiensis venne descritto per la prima volta nel 2019, sulla base di resti fossili ritrovati in Polonia, nella cava di Woźniki (Slesia). Era sicuramente un rappresentante degli Eucynodontia, il gruppo più derivato dei cinodonti; i fossili di Polonodon sono molto importanti perché indicano che questo particolare tipo di morfologia dei denti postcanini era già diffuso nei cinodonti non mammaliaformi sia in Laurasia sia in Gondwana almeno dal Carnico.